# Mehkar
Mehkar là một thành phố và là nơi đặt hội đồng đô thị (municipal council) của quận Buldana thuộc bang Maharashtra, Ấn Độ.

## Nhân khẩu
Theo điều tra dân số năm 2001 của Ấn Độ, Mehkar có dân số 37.715 người. Phái nam chiếm 52% tổng số dân và phái nữ chiếm 48%. Mehkar có tỷ lệ 68% biết đọc biết viết, cao hơn tỷ lệ trung bình toàn quốc là 59,5%: tỷ lệ cho phái nam là 76%, và tỷ lệ cho phái nữ là 59%. Tại Mehkar, 15% dân số nhỏ hơn 6 tuổi.